# Худ, Мариано
Мариано Худ (исп. Mariano Hood), родился 14 августа 1973 года в Буэнос-Айресе, Аргентина) — аргентинский теннисист; победитель 13 турниров ATP в парном разряде.

## Общая информация
Отец — Рой, в прошлом играл за сборную Аргентины по регби; мать — Мария; у него есть две сестры — Росанна и Дебора
Начал играть в возрасте шести лет вместе с отцом. Любимое покрытие — грунт.

## Спортивная карьера
Худ специализировался на выступлениях в парном разряде. В одиночном разряде он максимально поднимался на 153-е место в одиночном рейтинге в мае 2000 года, а в парном разряде в 2003 году смог финишировать в топ-20 по итогам сезона. В 1996 году с Cебастьяном Прието он вышел в первый финал в основном туре — на турнире в Сан-Марино. Также в Сан-Марино в 1998 году он впервые смог пробиться через квалификацию в основную сетку одиночного турнира. В. ом же году в паре с Прието он сыграл первые турниры из серии Большого шлема. В ноябре их дуэт взял первый совместный титул ATP-тура на турнире в Сантьяго. В 1999 году Худ сыграл первый матч за сборную Аргентины в Кубке Дэвиса и в этом же году выиграл ещё два парных титула с Лукасом Арнольдом Кером и Cебастьяном Прието. В марте 2000 года на турнире в Сантьяго Худ смог через квалификацию попасть на турнир в Сантьяго и единственный раз в карьере попасть в четвертьфинал ATP-тура в одиночном разряде, обыграв Серхи Бругеру и Николаса Массу. В 2001 году Прието и Худ выиграли турнир в Боготе.
2003 и 2004 годы стали самыми продуктивным в карьере Худа. В феврале 2003 года он выиграл совместно с Агустином Кальери турнир в Винья-дель-Маре, а с Cебастьяном Прието турнир в Буэнос-Айресе. В мае Арнольд Кер и Худ выиграли в Валенсии, а на Открытом чемпионате Франции они добрались до четвертьфинала. Ещё один титул аргентинская пара выиграла в сентябре на турнире в Палермо. За 2004 год Худ с разными партнёрами выиграл ещё четыре титула. На Открытом чемпионате Франции 2005 года Худ в альянсе с чехом Мартином Даммом во второй раз в карьере вышел в четвертьфинал. В сентябре в Палермо в дуэте с Мартином Гарсией он выиграл 13-й и последний титул в основном туре, а также четвёртый на этом турнире.
В 2006 году Худ получил годичную дисквалификацию за употребление допинга. У него в крови нашли запрещенный препарат финастерид. Вернулся к выступлениям он лишь в конце 2007 года и в августе 2009 года окончательно завершил карьеру теннисиста.

## Рейтинг на конец года
| Год  | Одиночный рейтинг | Парный рейтинг |
| 2009 |                   | 437            |
| 2008 |                   | 98             |
| 2005 |                   | 29             |
| 2004 |                   | 25             |
| 2003 |                   | 20             |
| 2002 | 511               | 73             |
| 2001 | 573               | 65             |
| 2000 | 267               | 106            |
| 1999 | 207               | 47             |
| 1998 | 318               | 64             |
| 1997 | 498               | 127            |
| 1996 | 380               | 148            |
| 1995 | 604               | 268            |
| 1994 | 331               | 206            |
| 1993 | 296               | 411            |
| 1992 | 788               | 600            |
| 1991 |                   | 964            |

## Выступления на турнирах

### Финалы турнировATPв парном разряде (26)

#### Победы (13)
| Легенда                              |
| ------------------------------------ |
| Турниры Большого шлема (0*)          |
| Мастерс (0)                          |
| ATP International Gold / АТР 500 (0) |
| ATP International / АТР 250 (13)     |

| Титулы по покрытиям | Титулы по месту проведения матчей турнира |
| ------------------- | ----------------------------------------- |
| Хард (0*)           | Зал (0)                                   |
| Грунт (13)          | Зал (0)                                   |
| Трава (0)           | Открытый воздух (13)                      |
| Ковёр (0)           | Открытый воздух (13)                      |

* количество побед в парном разряде.
| №   | Дата             | Турнир                      | Покрытие | Партнёр           | Соперники в финале                   | Счёт              |
| 1.  | 15 ноября 1998   | Сантьяго, Чили              | Грунт    | Себастьян Прието  | Массимо Бертолини Девин Боуэн        | 7-6 6-7 7-6       |
| 2.  | 15 августа 1999  | Сан-Марино                  | Грунт    | Лукас Арнольд Кер | Павел Визнер Петр Пала               | 6-3 6-2           |
| 3.  | 10 октября 1999  | Палермо, Италия             | Грунт    | Себастьян Прието  | Лэн Бэйл Альберто Мартин             | 6-3 6-1           |
| 4.  | 4 февраля 2001   | Богота, Колумбия            | Грунт    | Себастьян Прието  | Мартин Родригес Андре Са             | 6-2 6-4           |
| 5.  | 16 февраля 2003  | Винья-дель-Мар, Чили        | Грунт    | Агустин Кальери   | Леош Фридль Франтишек Чермак         | 6-3 1-6 6-4       |
| 6.  | 23 февраля 2003  | Буэнос-Айрес, Аргентина     | Грунт    | Себастьян Прието  | Лукас Арнольд Кер Давид Налбандян    | 6-2 6-2           |
| 7.  | 4 мая 2003       | Валенсия, Испания           | Грунт    | Лукас Арнольд Кер | Ненад Зимонич Брайан МакФи           | 6-1 6-7(7) 6-4    |
| 8.  | 28 сентября 2003 | Палермо, Италия (2)         | Грунт    | Лукас Арнольд Кер | Леош Фридль Франтишек Чермак         | 7-6(6) 6-7(3) 6-3 |
| 9.  | 22 февраля 2004  | Буэнос-Айрес, Аргентина (2) | Грунт    | Лукас Арнольд Кер | Федерико Браун Диего Веронелли       | 7-5 6-7(2) 6-4    |
| 10. | 22 мая 2004      | Санкт-Пёльтен, Австрия      | Грунт    | Петр Пала         | Леош Фридль Томаш Цибулец            | 3-6 7-5 6-4       |
| 11. | 19 сентября 2004 | Бухарест, Румыния           | Грунт    | Лукас Арнольд Кер | Хосе Акасусо Оскар Эрнандес          | 7-6(5) 6-1        |
| 12. | 3 октября 2004   | Палермо, Италия (3)         | Грунт    | Лукас Арнольд Кер | Мартин Родригес Гастон Этлис         | 7-5 6-2           |
| 13. | 2 октября 2005   | Палермо, Италия (4)         | Грунт    | Мартин Гарсия     | Марцин Матковский Мариуш Фирстенберг | 6-2 6-3           |

#### Поражения (13)
| №   | Дата             | Турнир                  | Покрытие | Партнёр           | Соперники в финале                | Счёт           |
| 1.  | 12 августа 1996  | Сан-Марино              | Грунт    | Себастьян Прието  | Пабло Альбано Лукас Арнольд Кер   | 1-6 3-6        |
| 2.  | 16 августа 1998  | Сан-Марино (2)          | Грунт    | Себастьян Прието  | Иржи Новак Давид Рикл             | 4-6 6-7        |
| 3.  | 17 сентября 2000 | Бухарест, Румыния       | Грунт    | Девин Боуэн       | Альберто Мартин Эяль Ран          | 6-7(4) 1-6     |
| 4.  | 18 февраля 2001  | Винья-дель-Мар, Чили    | Грунт    | Себастьян Прието  | Лукас Арнольд Кер Томас Карбонел  | 4-6 6-2 3-6    |
| 5.  | 25 февраля 2001  | Буэнос-Айрес, Аргентина | Грунт    | Себастьян Прието  | Лукас Арнольд Кер Томас Карбонел  | 7-5 5-7 6-7(5) |
| 6.  | 13 апреля 2003   | Оэйраш, Португалия      | Грунт    | Лукас Арнольд Кер | Махеш Бхупати Максим Мирный       | 1-6 2-6        |
| 7.  | 13 июля 2003     | Бостад, Швеция          | Грунт    | Лукас Арнольд Кер | Симон Аспелин Массимо Бертолини   | 7-6(3) 0-6 4-6 |
| 8.  | 26 октября 2003  | Базель, Швейцария       | Ковёр(i) | Лукас Арнольд Кер | Даниэль Нестор Марк Ноулз         | 4-6 2-6        |
| 9.  | 2 мая 2004       | Барселона, Испания      | Грунт    | Себастьян Прието  | Даниэль Нестор Марк Ноулз         | 6-4 3-6 4-6    |
| 10. | 31 октября 2004  | Базель, Швейцария (2)   | Ковёр(i) | Лукас Арнольд Кер | Боб Брайан Майк Брайан            | 6-7(9) 2-6     |
| 11. | 10 апреля 2005   | Валенсия, Испания       | Грунт    | Лукас Арнольд Кер | Фернандо Гонсалес Мартин Родригес | 4-6 4-6        |
| 12. | 21 мая 2005      | Санкт-Пёльтен, Австрия  | Грунт    | Мартин Дамм       | Лукас Арнольд Кер Пол Хенли       | 3-6 4-6        |
| 13. | 24 июля 2005     | Штутгарт, Германия      | Грунт    | Томми Робредо     | Хосе Акасусо Себастьян Прието     | 6-7(4) 3-6     |